# The Windmills of Your Mind

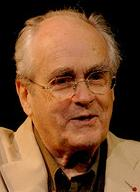
Michel Legrand in Haymarket (2008)

The Windmills of Your Mind ist ein Popsong aus dem Jahr 1968, dessen Musik von dem französischen Komponisten Michel Legrand und dessen englischer Text von den Amerikanern Alan Bergman und Marilyn Bergman geschrieben wurde. Eine französische Version mit dem Titel Les moulins de mon cœur interpretierte Legrand selbst, deren Text wurde von Eddy Marnay geschrieben.

## Geschichte
Der Song mit dem englischen Text wurde als Thema für den 1968 herausgebrachten Film Thomas Crown ist nicht zu fassen verwendet.
In dem ursprünglichen 1968 produzierten Film wurde der Song von Noel Harrison gesungen, der das Lied bis auf Platz acht in den britischen Singlecharts brachte. Es gewann den 1968er Oscar für den Best Original Song. Eine Version von Sting wurde in dem 1999er Remake Die Thomas Crown Affäre verwendet.
Dusty Springfields Version des Lieds von ihrem 1969er Album Dusty in Memphis erreichte Platz 31 der US-amerikanischen Billboard Hot 100 und Platz drei der Billboard Adult Contemporary Chart 1969 und ist eine Nummer im Soundtrack des Films Breakfast on Pluto (2006).
Petula Clarks Aufnahme des Lieds ist in dem Film Killing Them Softly zu hören.
The Windmills of Your Mind wurde oftmals interpretiert, so auch von All Angels, Tina Arena, Lill-Babs, Pedro Biker, John Davidson, Neil Diamond, Val Doonican, Esthero, Connie Evingson, José Feliciano, Earl Grant, Terry Hall, Kiri Te Kanawa, Michel Legrand, Barbara Lewis, Arthur Lyman, Sally Ann Marsh, Maureen McGovern, Meck, Farhad Mehrad, Eva Mendes, Alison Moyet,  Elaine Paige, Parenthetical Girls, Dianne Reeves, Rita Reys, Jimmie Rodgers, The Sandpipers, Sharleen Spiteri, Barbra Streisand, Swing Out Sister, Take 6, Grady Tate, Carmen Lundy, Billy Paul, Vanilla Fudge, Vassilikos, Helena Vondráčková, Anne Clark und Edward Woodward. Helena Vondráčková interpretierte das Lied auf Tschechisch mit dem Titel Můžeš Zůstat, Můžeš Jít. 2015 erschien eine von Randy Crawford gesungene Version des Songs auf David Sanborns Album Time And The River.
Die französische Variante Les Moulins de mon cœur (Text von Eddy Marnay) wurde unter anderem von Frida Boccara, Grégory Lemarchal, Natalie Dessay, Didier Barbelivien, Amaury Vassili, Dany Brillant, Claude François, Noëlle Cordier, Patricia Kaas, Michel Legrand, Caterina Valente, Jessye Norman und Julia Migenes interpretiert.
Deutschsprachige Versionen gibt es von Udo Lindenberg als Unterm Säufermond und von Klaus Munro, als Zeiger an der Uhr von Trude Herr (2003), als Wie sich Mühlen dreh'n im Wind von Vicky Leandros (1969), Katja Ebstein (1970), Klaus Hoffmann (2020) und Queen Bee (2004).  Auch in der DDR wurde der Song von verschiedenen Künstlern auf Deutsch interpretiert; eine neue Version stammt von Uschi Brüning auf ihrer LP "So wie ich" von 2015.
Instrumentalversionen von The Windmills of Your Mind wurden von zahlreichen Orchestern ihrer Zeit aufgenommen.
In der ersten Episode der zweiten Staffel der Muppet Show, produziert vom 23. bis 25. Mai 1977, kam es ebenfalls zur Aufführung.
Das Lied wurde in die arabische Version La Bidayi Wala Nihayi adaptiert, orchestriert und dirigiert von Oussama Rahbani, gesungen von Hiba Tawaji.

## Auszeichnungen
- 1969 Oscar als Best Original Song
- 1970 Golden Globe